# Turkmeens voetbalelftal (vrouwen)
Het Turkmeens vrouwenvoetbalelftal is een voetbalteam dat Turkmenistan vertegenwoordigt in internationale wedstrijden, zoals het Aziatisch kampioenschap.
Het team van Turkmenistan speelde in 2019 zijn eerste interland tijdens de Turkish Women's Cup. Tegen Kazachstan werd met 6-0 verloren. Het land kwalificeerde zich nog nooit voor een groot internationaal kampioenschap. Wel nam het in 2022 deel aan het CAFA Women's Championship, waarin het vierde werd. De ploeg heeft nog nooit een interland gewonnen.

## Prestaties op eindronden

### Wereldkampioenschap
| Jaar   | Resultaat                                | Wed                                      | W                                        | G                                        | V                                        | DV                                       | DT                                       |
| ------ | ---------------------------------------- | ---------------------------------------- | ---------------------------------------- | ---------------------------------------- | ---------------------------------------- | ---------------------------------------- | ---------------------------------------- |
| 1991   | Speelde als onderdeel van de Sovjet-Unie | Speelde als onderdeel van de Sovjet-Unie | Speelde als onderdeel van de Sovjet-Unie | Speelde als onderdeel van de Sovjet-Unie | Speelde als onderdeel van de Sovjet-Unie | Speelde als onderdeel van de Sovjet-Unie | Speelde als onderdeel van de Sovjet-Unie |
| 1995   | Niet deelgenomen                         | Niet deelgenomen                         | Niet deelgenomen                         | Niet deelgenomen                         | Niet deelgenomen                         | Niet deelgenomen                         | Niet deelgenomen                         |
| 1999   | Niet deelgenomen                         | Niet deelgenomen                         | Niet deelgenomen                         | Niet deelgenomen                         | Niet deelgenomen                         | Niet deelgenomen                         | Niet deelgenomen                         |
| 2003   | Niet deelgenomen                         | Niet deelgenomen                         | Niet deelgenomen                         | Niet deelgenomen                         | Niet deelgenomen                         | Niet deelgenomen                         | Niet deelgenomen                         |
| 2007   | Niet deelgenomen                         | Niet deelgenomen                         | Niet deelgenomen                         | Niet deelgenomen                         | Niet deelgenomen                         | Niet deelgenomen                         | Niet deelgenomen                         |
| 2011   | Niet deelgenomen                         | Niet deelgenomen                         | Niet deelgenomen                         | Niet deelgenomen                         | Niet deelgenomen                         | Niet deelgenomen                         | Niet deelgenomen                         |
| 2015   | Niet deelgenomen                         | Niet deelgenomen                         | Niet deelgenomen                         | Niet deelgenomen                         | Niet deelgenomen                         | Niet deelgenomen                         | Niet deelgenomen                         |
| 2019   | Niet deelgenomen                         | Niet deelgenomen                         | Niet deelgenomen                         | Niet deelgenomen                         | Niet deelgenomen                         | Niet deelgenomen                         | Niet deelgenomen                         |
| 2023   | Teruggetrokken                           | Teruggetrokken                           | Teruggetrokken                           | Teruggetrokken                           | Teruggetrokken                           | Teruggetrokken                           | Teruggetrokken                           |
| Totaal | 0/9                                      | 0                                        | 0                                        | 0                                        | 0                                        | 0                                        | 0                                        |

### Olympische Spelen
| Jaar   | Resultaat        | Wed              | W                | G                | V                | DV               | DT               |
| ------ | ---------------- | ---------------- | ---------------- | ---------------- | ---------------- | ---------------- | ---------------- |
| 1996   | Niet deelgenomen | Niet deelgenomen | Niet deelgenomen | Niet deelgenomen | Niet deelgenomen | Niet deelgenomen | Niet deelgenomen |
| 2000   | Niet deelgenomen | Niet deelgenomen | Niet deelgenomen | Niet deelgenomen | Niet deelgenomen | Niet deelgenomen | Niet deelgenomen |
| 2004   | Niet deelgenomen | Niet deelgenomen | Niet deelgenomen | Niet deelgenomen | Niet deelgenomen | Niet deelgenomen | Niet deelgenomen |
| 2008   | Niet deelgenomen | Niet deelgenomen | Niet deelgenomen | Niet deelgenomen | Niet deelgenomen | Niet deelgenomen | Niet deelgenomen |
| 2012   | Niet deelgenomen | Niet deelgenomen | Niet deelgenomen | Niet deelgenomen | Niet deelgenomen | Niet deelgenomen | Niet deelgenomen |
| 2016   | Niet deelgenomen | Niet deelgenomen | Niet deelgenomen | Niet deelgenomen | Niet deelgenomen | Niet deelgenomen | Niet deelgenomen |
| 2020   | Niet deelgenomen | Niet deelgenomen | Niet deelgenomen | Niet deelgenomen | Niet deelgenomen | Niet deelgenomen | Niet deelgenomen |
| 2024   | Teruggetrokken   | Teruggetrokken   | Teruggetrokken   | Teruggetrokken   | Teruggetrokken   | Teruggetrokken   | Teruggetrokken   |
| Totaal | 0/8              | 0                | 0                | 0                | 0                | 0                | 0                |

### Aziatisch kampioenschap
| Jaar   | Resultaat                                | Wed                                      | W                                        | G                                        | V                                        | DV                                       | DT                                       |
| ------ | ---------------------------------------- | ---------------------------------------- | ---------------------------------------- | ---------------------------------------- | ---------------------------------------- | ---------------------------------------- | ---------------------------------------- |
| 1975   | Speelde als onderdeel van de Sovjet-Unie | Speelde als onderdeel van de Sovjet-Unie | Speelde als onderdeel van de Sovjet-Unie | Speelde als onderdeel van de Sovjet-Unie | Speelde als onderdeel van de Sovjet-Unie | Speelde als onderdeel van de Sovjet-Unie | Speelde als onderdeel van de Sovjet-Unie |
| 1977   | Speelde als onderdeel van de Sovjet-Unie | Speelde als onderdeel van de Sovjet-Unie | Speelde als onderdeel van de Sovjet-Unie | Speelde als onderdeel van de Sovjet-Unie | Speelde als onderdeel van de Sovjet-Unie | Speelde als onderdeel van de Sovjet-Unie | Speelde als onderdeel van de Sovjet-Unie |
| 1979   | Speelde als onderdeel van de Sovjet-Unie | Speelde als onderdeel van de Sovjet-Unie | Speelde als onderdeel van de Sovjet-Unie | Speelde als onderdeel van de Sovjet-Unie | Speelde als onderdeel van de Sovjet-Unie | Speelde als onderdeel van de Sovjet-Unie | Speelde als onderdeel van de Sovjet-Unie |
| 1981   | Speelde als onderdeel van de Sovjet-Unie | Speelde als onderdeel van de Sovjet-Unie | Speelde als onderdeel van de Sovjet-Unie | Speelde als onderdeel van de Sovjet-Unie | Speelde als onderdeel van de Sovjet-Unie | Speelde als onderdeel van de Sovjet-Unie | Speelde als onderdeel van de Sovjet-Unie |
| 1983   | Speelde als onderdeel van de Sovjet-Unie | Speelde als onderdeel van de Sovjet-Unie | Speelde als onderdeel van de Sovjet-Unie | Speelde als onderdeel van de Sovjet-Unie | Speelde als onderdeel van de Sovjet-Unie | Speelde als onderdeel van de Sovjet-Unie | Speelde als onderdeel van de Sovjet-Unie |
| 1986   | Speelde als onderdeel van de Sovjet-Unie | Speelde als onderdeel van de Sovjet-Unie | Speelde als onderdeel van de Sovjet-Unie | Speelde als onderdeel van de Sovjet-Unie | Speelde als onderdeel van de Sovjet-Unie | Speelde als onderdeel van de Sovjet-Unie | Speelde als onderdeel van de Sovjet-Unie |
| 1989   | Speelde als onderdeel van de Sovjet-Unie | Speelde als onderdeel van de Sovjet-Unie | Speelde als onderdeel van de Sovjet-Unie | Speelde als onderdeel van de Sovjet-Unie | Speelde als onderdeel van de Sovjet-Unie | Speelde als onderdeel van de Sovjet-Unie | Speelde als onderdeel van de Sovjet-Unie |
| 1991   | Speelde als onderdeel van de Sovjet-Unie | Speelde als onderdeel van de Sovjet-Unie | Speelde als onderdeel van de Sovjet-Unie | Speelde als onderdeel van de Sovjet-Unie | Speelde als onderdeel van de Sovjet-Unie | Speelde als onderdeel van de Sovjet-Unie | Speelde als onderdeel van de Sovjet-Unie |
| 1993   | Niet deelgenomen                         | Niet deelgenomen                         | Niet deelgenomen                         | Niet deelgenomen                         | Niet deelgenomen                         | Niet deelgenomen                         | Niet deelgenomen                         |
| 1995   | Niet deelgenomen                         | Niet deelgenomen                         | Niet deelgenomen                         | Niet deelgenomen                         | Niet deelgenomen                         | Niet deelgenomen                         | Niet deelgenomen                         |
| 1997   | Niet deelgenomen                         | Niet deelgenomen                         | Niet deelgenomen                         | Niet deelgenomen                         | Niet deelgenomen                         | Niet deelgenomen                         | Niet deelgenomen                         |
| 1999   | Niet deelgenomen                         | Niet deelgenomen                         | Niet deelgenomen                         | Niet deelgenomen                         | Niet deelgenomen                         | Niet deelgenomen                         | Niet deelgenomen                         |
| 2001   | Niet deelgenomen                         | Niet deelgenomen                         | Niet deelgenomen                         | Niet deelgenomen                         | Niet deelgenomen                         | Niet deelgenomen                         | Niet deelgenomen                         |
| 2003   | Niet deelgenomen                         | Niet deelgenomen                         | Niet deelgenomen                         | Niet deelgenomen                         | Niet deelgenomen                         | Niet deelgenomen                         | Niet deelgenomen                         |
| 2006   | Niet deelgenomen                         | Niet deelgenomen                         | Niet deelgenomen                         | Niet deelgenomen                         | Niet deelgenomen                         | Niet deelgenomen                         | Niet deelgenomen                         |
| 2008   | Niet deelgenomen                         | Niet deelgenomen                         | Niet deelgenomen                         | Niet deelgenomen                         | Niet deelgenomen                         | Niet deelgenomen                         | Niet deelgenomen                         |
| 2010   | Niet deelgenomen                         | Niet deelgenomen                         | Niet deelgenomen                         | Niet deelgenomen                         | Niet deelgenomen                         | Niet deelgenomen                         | Niet deelgenomen                         |
| 2014   | Niet deelgenomen                         | Niet deelgenomen                         | Niet deelgenomen                         | Niet deelgenomen                         | Niet deelgenomen                         | Niet deelgenomen                         | Niet deelgenomen                         |
| 2018   | Niet deelgenomen                         | Niet deelgenomen                         | Niet deelgenomen                         | Niet deelgenomen                         | Niet deelgenomen                         | Niet deelgenomen                         | Niet deelgenomen                         |
| 2022   | Teruggetrokken                           | Teruggetrokken                           | Teruggetrokken                           | Teruggetrokken                           | Teruggetrokken                           | Teruggetrokken                           | Teruggetrokken                           |
| Totaal | 0/20                                     | 0                                        | 0                                        | 0                                        | 0                                        | 0                                        | 0                                        |

### Aziatische Spelen
| Jaar   | Resultaat        | Wed              | W                | G                | V                | DV               | DT               |
| ------ | ---------------- | ---------------- | ---------------- | ---------------- | ---------------- | ---------------- | ---------------- |
| 1990   | Niet deelgenomen | Niet deelgenomen | Niet deelgenomen | Niet deelgenomen | Niet deelgenomen | Niet deelgenomen | Niet deelgenomen |
| 1994   | Niet deelgenomen | Niet deelgenomen | Niet deelgenomen | Niet deelgenomen | Niet deelgenomen | Niet deelgenomen | Niet deelgenomen |
| 1998   | Niet deelgenomen | Niet deelgenomen | Niet deelgenomen | Niet deelgenomen | Niet deelgenomen | Niet deelgenomen | Niet deelgenomen |
| 2002   | Niet deelgenomen | Niet deelgenomen | Niet deelgenomen | Niet deelgenomen | Niet deelgenomen | Niet deelgenomen | Niet deelgenomen |
| 2006   | Niet deelgenomen | Niet deelgenomen | Niet deelgenomen | Niet deelgenomen | Niet deelgenomen | Niet deelgenomen | Niet deelgenomen |
| 2010   | Niet deelgenomen | Niet deelgenomen | Niet deelgenomen | Niet deelgenomen | Niet deelgenomen | Niet deelgenomen | Niet deelgenomen |
| 2014   | Niet deelgenomen | Niet deelgenomen | Niet deelgenomen | Niet deelgenomen | Niet deelgenomen | Niet deelgenomen | Niet deelgenomen |
| 2018   | Niet deelgenomen | Niet deelgenomen | Niet deelgenomen | Niet deelgenomen | Niet deelgenomen | Niet deelgenomen | Niet deelgenomen |
| Totaal | 0/8              | 0                | 0                | 0                | 0                | 0                | 0                |

## FIFA-wereldranglijst
Betreft klassering aan het einde van het jaar
| 2022 |
| ---- |
| 137  |

## Selecties

### Huidige selectie
Deze spelers werden geselecteerd voor het CAFA Women's Championship 2022 in juli 2022.
| Doel                       |                       |             |
| 1                          | Selbi Kyyasova        | Onbekend    |
| 12                         | Merjen Bagshyyeva     | Onbekend    |
| Middenveld                 |                       |             |
| 11                         | Maya Musaskaya        | FK Žalgiris |
| Aanval                     |                       |             |
| 10                         | Mariya Charyyeva      | Onbekend    |
| Onbekend                   |                       |             |
| 2                          | Pervana Kurbanova     | Onbekend    |
| 3                          | Mariya Hmyrova        | Onbekend    |
| 4                          | Mahym Orazmedova      | Onbekend    |
| 5                          | Ejegul Durdyyeva      | Onbekend    |
| 6                          | Zhasmin Igamberdiyeva | Onbekend    |
| 7                          | Kamila Mingazova      | Onbekend    |
| 8                          | Halida Eshnyyazova    | Onbekend    |
| 9                          | Malika Eminova        | Beşiktaş JK |
| 13                         | Dzhamilya Babayeva    | Onbekend    |
| 14                         | Jeren Mamedova        | Onbekend    |
| 15                         | Lale Haipova          | Onbekend    |
| 16                         | Ogulbahar Halylova    | Onbekend    |
| 17                         | Svetlana Pryannikova  | Onbekend    |
| 18                         | Kristina Bersenyova   | Onbekend    |
| 19                         | Aysha Beshimova       | Onbekend    |
| 20                         | Amaliya Karapetyans   | Onbekend    |
| 21                         | Malika Mammedova      | Onbekend    |
| 23                         | Leyli Batyrova        | Onbekend    |
| Bondscoach: Kamil Mingazov |                       |             |